# ETTU Champions League der Damen 2023/24
Die ETTU Champions League 2023/24 war bei den Frauen die 19. Austragung des internationalen Tischtennisturniers. Titelverteidiger KTS Tarnobrzeg gewann den Pokal zum dritten Mal in Folge und konnte sich im Finale gegen Etival ASRTT aus Frankreich durchsetzen.

## Gruppenphase

### Erste Runde

#### Gruppe A
21. bis 23. September 2023
| Datum         | Mannschaft 1                    | Mannschaft 2                    | Ergebnis |
| ------------- | ------------------------------- | ------------------------------- | -------- |
| 21. Sep. 2023 | Panathinaikos Athlitikos Omilos | Girbau-Vic TT                   | 2:3      |
| 21. Sep. 2023 | ALCL TT Grand-Quevilly          | Reus Ganxets MIRÓ               | 3:0      |
| 22. Sep. 2023 | SKST Plus Hodonin               | Reus Ganxets MIRÓ               | 3:2      |
| 22. Sep. 2023 | ALCL TT Grand-Quevilly          | Girbau-Vic TT                   | 3:2      |
| 22. Sep. 2023 | SKST Plus Hodonin               | Panathinaikos Athlitikos Omilos | 3:1      |
| 22. Sep. 2023 | Girbau-Vic TT                   | Reus Ganxets MIRÓ               | 3:2      |
| 23. Sep. 2023 | SKST Plus Hodonin               | ALCL TT Grand-Quevilly          | 3:1      |
| 23. Sep. 2023 | Panathinaikos Athlitikos Omilos | Reus Ganxets MIRÓ               | 3:1      |
| 23. Sep. 2023 | SKST Plus Hodonin               | Girbau-Vic TT                   | 3:1      |
| 23. Sep. 2023 | ALCL TT Grand-Quevilly          | Panathinaikos Athlitikos Omilos | 3:0      |

| Pl. | Verein                          | S | N | Spiele | Pkt. |
| --- | ------------------------------- | - | - | ------ | ---- |
| 1   | SKST Plus Hodonin               | 4 | 0 | 12:5   | 8    |
| 2   | ALCL TT Grand-Quevilly          | 3 | 1 | 10:5   | 7    |
| 3   | Girbau-Vic TT                   | 2 | 2 | 9:10   | 6    |
| 4   | Panathinaikos Athlitikos Omilos | 1 | 3 | 6:10   | 5    |
| 5   | Reus Ganxets MIRÓ               | 0 | 4 | 5:12   | 4    |

|              | Tschechien | Frankreich | Spanien | Griechenland | Spanien |
| ------------ | ---------- | ---------- | ------- | ------------ | ------- |
| Tschechien   | —          | 3:1        | 3:1     | 3:1          | 3:2     |
| Frankreich   |            | —          | 3:2     | 3:0          | 3:0     |
| Spanien      |            |            | —       | 3:2          | 3:2     |
| Griechenland |            |            |         | —            | 3:1     |
| Spanien      |            |            |         |              | —       |

#### Gruppe B
21. bis 24. September 2023
| Datum         | Mannschaft 1        | Mannschaft 2        | Ergebnis |
| ------------- | ------------------- | ------------------- | -------- |
| 21. Sep. 2023 | TT Moravsky Krumlov | HB Ostrov z.s.      | 2:3      |
| 22. Sep. 2023 | Tecnigen Linares    | TT Joué les Tours   | 1:3      |
| 22. Sep. 2023 | Budaörsi SC         | HB Ostrov z.s.      | 3:0      |
| 22. Sep. 2023 | TT Moravsky Krumlov | TT Joué les Tours   | 2:3      |
| 23. Sep. 2023 | Budaörsi SC         | Tecnigen Linares    | 3:1      |
| 23. Sep. 2023 | TT Joué les Tours   | HB Ostrov z.s.      | 3:0      |
| 23. Sep. 2023 | Budaörsi SC         | TT Moravsky Krumlov | 3:0      |
| 24. Sep. 2023 | Tecnigen Linares    | HB Ostrov z.s.      | 3:1      |
| 24. Sep. 2023 | Budaörsi SC         | TT Joué les Tours   | 2:3      |
| 24. Sep. 2023 | TT Moravsky Krumlov | Tecnigen Linares    | 2:3      |

| Pl. | Verein              | S | N | Spiele | Pkt. |
| --- | ------------------- | - | - | ------ | ---- |
| 1   | TT Joué les Tours   | 4 | 0 | 12:5   | 8    |
| 2   | Budaörsi SC         | 3 | 1 | 11:4   | 7    |
| 3   | Tecnigen Linares    | 2 | 2 | 8:9    | 6    |
| 4   | HB Ostrov z.s.      | 1 | 3 | 4:11   | 5    |
| 5   | TT Moravsky Krumlov | 0 | 4 | 6:12   | 4    |

|            | Frankreich | Ungarn | Spanien | Tschechien | Tschechien |
| ---------- | ---------- | ------ | ------- | ---------- | ---------- |
| Frankreich | —          | 3:2    | 3:1     | 3:0        | 3:2        |
| Ungarn     |            | —      | 3:1     | 3:0        | 3:0        |
| Spanien    |            |        | —       | 3:1        | 3:2        |
| Tschechien |            |        |         | —          | 3:2        |
| Tschechien |            |        |         |            | —          |

### Zweite Runde

#### Gruppe A
| Datum         | Mannschaft 1      | Mannschaft 2      | Ergebnis |
| ------------- | ----------------- | ----------------- | -------- |
| 11. Okt. 2023 | KTS Tarnobrzeg    | TT Joué les Tours | 3:0      |
| 14. Okt. 2023 | KTS Tarnobrzeg    | TTC Novi Sad      | 3:1      |
| 21. Nov. 2023 | TT Joué les Tours | TTC Novi Sad      | 2:3      |
| 23. Nov. 2023 | TT Joué les Tours | KTS Tarnobrzeg    | 0:3      |
| 25. Nov. 2023 | TTC Novi Sad      | KTS Tarnobrzeg    | 0:3      |
| 04. Dez. 2023 | TTC Novi Sad      | TT Joué les Tours | 3:1      |

| Pl. | Verein            | S | N | Spiele | Pkt. |
| --- | ----------------- | - | - | ------ | ---- |
| 1   | KTS Tarnobrzeg    | 4 | 0 | 12:1   | 8    |
| 2   | TTC Novi Sad      | 2 | 2 | 7:9    | 6    |
| 3   | TT Joué les Tours | 0 | 4 | 3:12   | 4    |

|            | Polen | Serbien | Frankreich |
| ---------- | ----- | ------- | ---------- |
| Polen      | —     | 3:1     | 3:0        |
| Serbien    | 0:3   | —       | 3:1        |
| Frankreich | 0:3   | 2:3     | —          |

#### Gruppe B
| Datum         | Mannschaft 1      | Mannschaft 2      | Ergebnis |
| ------------- | ----------------- | ----------------- | -------- |
| 24. Okt. 2023 | UCAM Cartagena    | SKST Plus Hodonin | 2:3      |
| 26. Okt. 2023 | UCAM Cartagena    | TT Saint-Quentin  | 0:3      |
| 21. Nov. 2023 | SKST Plus Hodonin | UCAM Cartagena    | 3:1      |
| 23. Nov. 2023 | SKST Plus Hodonin | TT Saint-Quentin  | 0:3      |
| 28. Nov. 2023 | TT Saint-Quentin  | UCAM Cartagena    | 2:3      |
| 21. Dez. 2023 | TT Saint-Quentin  | SKST Plus Hodonin | 3:2      |

| Pl. | Verein            | S | N | Spiele | Pkt. |
| --- | ----------------- | - | - | ------ | ---- |
| 1   | TT Saint-Quentin  | 3 | 1 | 11:5   | 7    |
| 2   | SKST Plus Hodonin | 2 | 2 | 8:9    | 6    |
| 3   | UCAM Cartagena    | 1 | 3 | 6:11   | 5    |

|            | Frankreich | Tschechien | Spanien |
| ---------- | ---------- | ---------- | ------- |
| Frankreich | —          | 3:2        | 2:3     |
| Tschechien | 0:3        | —          | 3:1     |
| Spanien    | 0:3        | 2:3        | —       |

#### Gruppe C
| Datum         | Mannschaft 1           | Mannschaft 2           | Ergebnis |
| ------------- | ---------------------- | ---------------------- | -------- |
| 23. Okt. 2023 | Linz AG Froschberg     | ALCL TT Grand-Quevilly | 2:3      |
| 05. Nov. 2023 | Linz AG Froschberg     | Etival ASRTT           | 0:3      |
| 21. Nov. 2023 | ALCL TT Grand-Quevilly | Linz AG Froschberg     | 1:3      |
| 26. Nov. 2023 | ALCL TT Grand-Quevilly | Etival ASRTT           | 0:3      |
| 07. Dez. 2023 | Etival ASRTT           | Linz AG Froschberg     | 1:3      |
| 14. Dez. 2023 | Etival ASRTT           | ALCL TT Grand-Quevilly | 1:3      |

| Pl. | Verein                 | S | N | Spiele | Pkt. |
| --- | ---------------------- | - | - | ------ | ---- |
| 1   | Etival ASRTT           | 2 | 2 | 8:6    | 6    |
| 2   | Linz AG Froschberg     | 2 | 2 | 8:8    | 6    |
| 3   | ALCL TT Grand-Quevilly | 2 | 2 | 7:9    | 6    |

|            | Frankreich | Osterreich | Frankreich |
| ---------- | ---------- | ---------- | ---------- |
| Frankreich | —          | 1:3        | 1:3        |
| Osterreich | 0:3        | —          | 2:3        |
| Frankreich | 0:3        | 1:3        | —          |

#### Gruppe D
| Datum         | Mannschaft 1              | Mannschaft 2              | Ergebnis |
| ------------- | ------------------------- | ------------------------- | -------- |
| 26. Okt. 2023 | Metz TT                   | Budaörsi SC               | 3:1      |
| 27. Okt. 2023 | Metz TT                   | ASD Quattro Mori Cagliari | 3:0      |
| 19. Nov. 2023 | Budaörsi SC               | ASD Quattro Mori Cagliari | 1:3      |
| 23. Nov. 2023 | Budaörsi SC               | Metz TT                   | 1:3      |
| 29. Nov. 2023 | ASD Quattro Mori Cagliari | Metz TT                   | 1:3      |
| 05. Dez. 2023 | ASD Quattro Mori Cagliari | Budaörsi SC               | 3:2      |

| Pl. | Verein                    | S | N | Spiele | Pkt. |
| --- | ------------------------- | - | - | ------ | ---- |
| 1   | Metz TT                   | 4 | 0 | 12:3   | 8    |
| 2   | ASD Quattro Mori Cagliari | 2 | 2 | 7:9    | 6    |
| 3   | Budaörsi SC               | 0 | 4 | 5:12   | 4    |

|            | Frankreich | Italien | Ungarn |
| ---------- | ---------- | ------- | ------ |
| Frankreich | —          | 3:0     | 3:1    |
| Italien    | 1:3        | —       | 3:2    |
| Ungarn     | 1:3        | 1:3     | —      |

## Finalrunde
|  | Viertelfinale             | Viertelfinale      |                |   | Halbfinale | Halbfinale |  |  | Finale | Finale |
|  |                           |                    |                |   |            |            |  |  |        |        |
|  | KTS Tarnobrzeg            | 5                  |                |   |            |            |  |  |        |        |
|  | ASD Quattro Mori Cagliari | 5                  |                |   |            |            |  |  |        |        |
|  | ASD Quattro Mori Cagliari | 5                  | KTS Tarnobrzeg | 6 |            |            |  |  |        |        |
|  |                           |                    | KTS Tarnobrzeg | 6 |            |            |  |  |        |        |
|  |                           | Linz AG Froschberg | 2              |   |            |            |  |  |        |        |
|  | Linz AG Froschberg        | Linz AG Froschberg | 2              | 4 |            |            |  |  |        |        |
|  | Linz AG Froschberg        |                    |                | 4 |            |            |  |  |        |        |
|  | TT Saint-Quentin          | 4                  |                |   |            |            |  |  |        |        |
|  |                           |                    | KTS Tarnobrzeg | 6 |            |            |  |  |        |        |
|  |                           | Etival ASRTT       | 3              |   |            |            |  |  |        |        |
|  | Etival ASRTT              | 6                  |                |   |            |            |  |  |        |        |
|  | TTC Novi Sad              | 3                  |                |   |            |            |  |  |        |        |
|  | TTC Novi Sad              | 3                  | Etival ASRTT   | 5 |            |            |  |  |        |        |
|  |                           |                    | Etival ASRTT   | 5 |            |            |  |  |        |        |
|  |                           | SKST Plus Hodonin  | 4              |   |            |            |  |  |        |        |
|  | SKST Plus Hodonin         | SKST Plus Hodonin  | 4              | 4 |            |            |  |  |        |        |
|  | SKST Plus Hodonin         |                    |                | 4 |            |            |  |  |        |        |
|  | Metz TT                   | 4                  |                |   |            |            |  |  |        |        |

### Viertelfinale
| Datum             |                               | Gesamt |                           | Hinspiel | Rückspiel | GM  |
| ----------------- | ----------------------------- | ------ | ------------------------- | -------- | --------- | --- |
| 31.01./02.02.2024 | KTS Enea Siarkopol Tarnobrzeg | 5:5    | ASD Quattro Mori Cagliari | 2:3      | 3:2       | 2:1 |
| 31.01./04.02.2024 | Linz AG Froschberg            | 4:4    | TT Saint-Quentin          | 3:1      | 1:3       | 2:1 |
| 31.01./02.02.2024 | Etival ASRTT                  | 6:3    | TTC Novi Sad              | 3:2      | 3:1       |     |
| 31.01./03.02.2024 | SKST Plus Hodonin             | 4:4    | Metz TT                   | 1:3      | 3:1       | 2:0 |

Bei gleicher Anzahl an gewonnenen Spielen kam ein Golden Match im Modus Best-of-three zum Einsatz. Dabei gewinnt das Team, welches zuerst zwei Spiele gewinnt. Für einen Spielgewinn ist dabei nur ein Satzgewinn nötig. Das Golden Match wurde immer unmittelbar nach dem Rückspiel noch am gleichen Abend ausgetragen.

### Halbfinale
| Datum             |                               | Gesamt |                    | Hinspiel | Rückspiel |
| ----------------- | ----------------------------- | ------ | ------------------ | -------- | --------- |
| 29.02./02.03.2024 | KTS Enea Siarkopol Tarnobrzeg | 6:2    | Linz AG Froschberg | 3:0      | 3:2       |
| 27.03./29.03.2024 | Etival ASRTT                  | 5:4    | SKST Plus Hodonin  | 3:1      | 2:3       |

### Finale
| 23. April 2024 19:30 Uhr Bericht | Etival ASRTT    | 2:3 | KTS Enea Siarkopol Tarnobrzeg | Étival-Clairefontaine        |  |
|                                  | Spieleübersicht |     |                               |                              |  |
| Jieni Shao                       | Jieni Shao      | 1:3 | Fu Yu                         | 8:11, 9:11, 11:6, 9:11       |  |
| Camelia Iacob                    | Camelia Iacob   | 0:3 | Xiaoxin Yang                  | 8:11, 4:11, 11:13            |  |
| Marie Migot                      | Marie Migot     | 3:2 | Elizabeta Samara              | 11:8, 12:14, 11:8, 5:11, 6:2 |  |
| Jieni Shao                       | Jieni Shao      | 3:2 | Xiaoxin Yang                  | 3:11, 11:6, 4:11, 12:10, 6:5 |  |
| Camelia Iacob                    | Camelia Iacob   | 0:3 | Fu Yu                         | 4:11, 13:15, 5:11            |  |

| 26. April 2024 19:20 Uhr Bericht | KTS Enea Siarkopol Tarnobrzeg | 3:1 | Etival ASRTT  | Tarnobrzeg                  |  |
|                                  | Spieleübersicht               |     |               |                             |  |
| Xiaoxin Yang                     | Xiaoxin Yang                  | 3:0 | Camelia Iacob | 11:5, 11:9, 11:7            |  |
| Fu Yu                            | Fu Yu                         | 1:3 | Jieni Shao    | 14:12, 8:11, 9:11, 7:11     |  |
| Elizabeta Samara                 | Elizabeta Samara              | 3:2 | Marie Migot   | 11:7, 11:8, 9:11, 6:11, 6:5 |  |
| Xiaoxin Yang                     | Xiaoxin Yang                  | 3:1 | Jieni Shao    | 11:9, 11:4, 11:8            |  |